# Патрія Гранде

Карта інтегрованої Іспанської Америки.
Базова модель «Патрія Гранде» включно з іспаномовними країнами.

Патрія Гранде (ісп. вимова: [ˈpatɾja ˈɣɾande], ісп. «Велика Батьківщина») — це концепція спільної батьківщини або спільноти, яка охоплює всю Іспанську Америку, і іноді навіть всю Латинську Америку та Карибський басейн. Ця концепція пов'язана з політичними поглядами на ібероамериканську інтеграцію, яка відкидає розпад Іспанської імперії в Америці, що настала після іспаноамериканських війн за незалежність. Також цей термін може використовуватися для вказівки на конкретні проекти іспаноамериканської єдності, які були втілені Симоном Боліваром і Хосе де Сан-Мартіном.

## Походження терміна
Термін «Patria Grande» був вперше придуманий аргентинцем Мануелем Угарте у своїй книзі «Велика Батьківщина», опублікованій в 1922 році. Угарте виголошував промови в численних країнах Іспанської Америки, виступаючи за їх об'єднання.

## історія
Іспанська колонізація американського континенту розпочалася у 1492 році  і стала важливою складовою процесу світового колоніалізму. Цей процес об'єднав території та нації в Америці, Азії і Африці протягом періоду з 15-го по 20-й століття. Іспанська Америка стала ключовою частиною величезної Іспанської імперії.
Після захоплення Іспанії Наполеоном у 1808 році та виникнення хаосу на території імперії, почалася розпад Іспанської імперії. Цей процес призвів до початку боротьби американських колоній за свою незалежність. Крім того, до 1830 року залишалися під іспанським контролем лише Куба та Пуерто-Ріко, але пізніше, під час іспано-американської війни у 1898 році, вони також були втрачені.

## Сучасне використання
Президент Бразилії Луїс Інасіу Лула да Сілва висловлює думку, що МЕРКОСУР сприяє інтеграції Латинської Америки на соціальному, політичному і економічному рівнях, і вважає, що важко досягти Патрія Гранде, якщо закрити двері. Цей термін також був використаний іншими главами південноамериканських держав.
Проте амбіції Бразилії можуть виявитися відмінними від традиційної концепції Великої Вітчизни. Це стосується історичної зовнішньої політики країни, яка спрямована на виключення Мексики, Центральної Америки (а також Карибського басейну, який у португальському розумінні вважається частиною Центральної Америки). Ці країни часто розглядаються як ідеологічні та політичні союзники США, і вони рухаються в напрямку інтересів, які в протилежність деколи протирічать центральним складовим аспектам плануємого проекту більш суверенної, постнеоліберальної, непериферійної Південної Америки. Або, як мінімум, це може відбуватися на противагу цим інтересам серед лівих політичних партій та інтелігенції.
Ця концепція широко відома та активно використовується лівими активістами та лідерами в Південній Америці як ключова частина їхньої ідеології. Серед них можна вказати колишнього президента Аргентини Крістіну Фернандес де Кіршнер, колишнього президента Еквадору Рафаеля Корреа та колишнього президента Венесуели Уго Чавеса. На їхню думку, колишній президент Уругваю Табаре Васкес також відіграв важливу роль у підтримці та поширенні ідеї Великої Вітчизни.
У 2012 році тодішній віце-президент Аргентини Амадо Буду заявив про відданість своєї країни ідеалу під час відвідування Кочабамби на відзначення 200-річчя незалежності Болівії.  З нагоди 200-річчя Аргентини Папа Франциск «також молився за ту Patria Grande під час нашого святкування: нехай Господь опікується нею, зробить її сильнішою, більш сестринською та захистить її від усіх видів колонізації».  З моменту заснування в 2014 році фестиваль Patria Grande, присвячений латиноамериканському року, проводиться на Кубі.   Мангоре, з любові до мистецтва, фільм, заснований на житті Агустіна Барріоса, вважався «піднесенням концепції спільної та унікальної латиноамериканської батьківщини». 

## Дивись також
- Іспанська Америка
- Іспанідад
- Латиноамериканська інтеграція
- Пангіспанізм
- La Raza
- Панамериканізм
- Панлатинізм
- Паннаціоналізм
- УРСАЛ

## зовнішні посилання
- Довга та звивиста дорога до Великої Вітчизни (2016) Орасіо Лопеса (іспанською)